# Tom Wu
Tom Wu (Hong Kong británico, 15 de mayo de 1972) es un actor de televisión y radio británico-chino. Nació en Hong Kong y creció en Chinatown (Londres). Es un experto en artes marciales y ha aparecido en películas como Revólver, Caballeros de Shanghai, Batman Begins y el Bollywood de cifi Ra.One .
En la edad de diez, Tom empezó practicar varias artes marciales como Hung Gar, Kárate y Wing Chun, y más tarde acrobacias. En 1988,  compitió para el torneo Gran Bretaña China Internacional wu-shu (artes marciales), ganando dos medallas de bronce y una medalla de oro. Es uno de los miembros fundadores de la compañía de teatro británica Yellow Earth Theatre, el cual se estableció en 1995.

## Filmografía
| Año           | Título                                      | Papel                          | Notas                   |
| ------------- | ------------------------------------------- | ------------------------------ | ----------------------- |
| 1999          | Rogue Trader                                | George                         | Película                |
| 2003          | Caballeros de Shanghai                      | Liu                            | Película                |
| 2001          | Wake of Death                               | Andy Wang                      | Película                |
| 2005          | Batman Begins                               | Guardia de prisión butanesa #1 | Película                |
| 2005          | Revolver                                    | Señor John                     | Película                |
| 2008          | The Scorpion King 2: Rise of a Warrior      | Fong                           | Película                |
| 2008          | Crónicas mutantes                           | Cpl. Juba                      | Película                |
| 2010          | Guerreros de espíritu (serie de televisión) | Hwang                          | Serie de televisión     |
| 2011          | Ra.Uno                                      | Akaashi                        | Característica          |
| 2012          | Isla del tesoro (miniserie de televisión)   | Joe Thoby                      | Miniserie de televisión |
| 2012          | Skyfall                                     | El mercenario de Silva         | Película                |
| 2013          | Kick-Ass 2                                  | Genghis Carnage                | Película                |
| 2014—presente | Marco Polo                                  | Cien ojos                      | Serie de televisión     |
| 2014          | Da Vinci's Demons                           | Quon Shan                      | Serie de televisión     |